# Trevor Watts
Trevor Charles Watts (York, 26 februari 1939) is een Britse jazzhoutblazer en componist.

## Biografie
Watts groeide op in een door jazz gekenmerkte familie. Op 12-jarige leeftijd leerde hij kornet spelen en op 18-jarige leeftijd ging hij over naar de saxofoon. Tussen 1958 en 1963 vervulde hij zijn militaire dienstplicht in Duitsland en speelde hij in een band van de Royal Air Force met onder andere Paul Rutherford en John Stevens. Na zijn ontslag uit het leger ging hij naar Londen en voegde hij zich bij het New Jazz Orchestra, maar speelde hij ook met bluesrock-muzikanten als Rod Stewart en Sonny Boy Williamson II. In 1965 formeerde hij met John Stevens het Spontaneous Music Ensemble, dat een belangrijke katalysator zou worden voor de ontwikkeling van het vrije spel in het Verenigd Koninkrijk en waarin hij tot 1974 meewerkte. Daarnaast formeerde hij in 1967 de band Amalgam, die steeds meer het territorium tussen vrije improvisatie en rock-georiënteerde ritmen onderzocht (onder andere met Keith Tippett en Julie Tippett, Colin Mackenzie en Liam Genockey).
Sinds de formatie in 1972 was hij lid van het London Jazz Composers' Orchestra, dat steeds meer werd geleid door Barry Guy. Daarnaast werkte hij met Bobby Bradford (1973), Stan Tracey (1973/74) en Katrina Krimsky. In 1976 formeerde hij het Trevor Watts String Ensemble en in 1978 de Universal Music Group. In 1982 wijzigde zich zijn muzikaal concept wezenlijk. De improvisaties bouwden in zijn groot formatige Moiré Music en het Moiré Drum Orchestra (met vijf trommelaars uit verschillende preferente Afrikaanse culturen) en ook het Moiré Trio op de structuren zich overlappende slagwerkpatronen op. Daarnaast speelde Watts ook in de bands van muzikanten als Louis Moholo, Archie Shepp, Steve Lacy, Don Cherry, Jayne Cortez, Harry Miller, Luc Mishalle en Tippett.

## Weblinks
- Bio- en Diskographie

- Gemeinsame Normdatei: 135275857
- International Standard Name Identifier: 0000 0000 5553 801X
- Library of Congress Control Number: no98018688
- MusicBrainz: 440d23f5-5bc8-4a02-a000-2b22d6e8ba55
- SNAC: w6jh4k83
- Virtual International Authority File: 66082681
- WorldCat: E39PBJgd6dGTwkvfWCwTJQxFKd